# Ejido (Wenezuela)
Ejido – miasto w Wenezueli; główne miastu stanu Mérida. Miasto zostało założone 14 lipca 1650 jako Buenaventura de Ejido.